# RIM–116 Rolling Airframe Missile
A RIM–116 Rolling Airframe Missile (RAM) egy hajók elleni rakéták lelövésére kifejlesztett amerikai–német légvédelmi rakétarendszer. A mintegy 10 km hatótávolságú rakéta kombinált infravörös és passzív rádiófrekvenciás rávezetést alkalmaz, vagyis a közeledő rakéta, illetve robotrepülőgép célkereső radarjának jelére, illetve infravörös kisugárzására vezeti rá magát. A 21 rakétát tartalmazó indítóból kilőhető RAM-rakéták váltották le a sok NATO-hadiflottában az olyan gépágyúkra épülő rakétaelhárító rendszereket (CIWS), mint a Phalanx, Goalkeeper vagy Meroka.

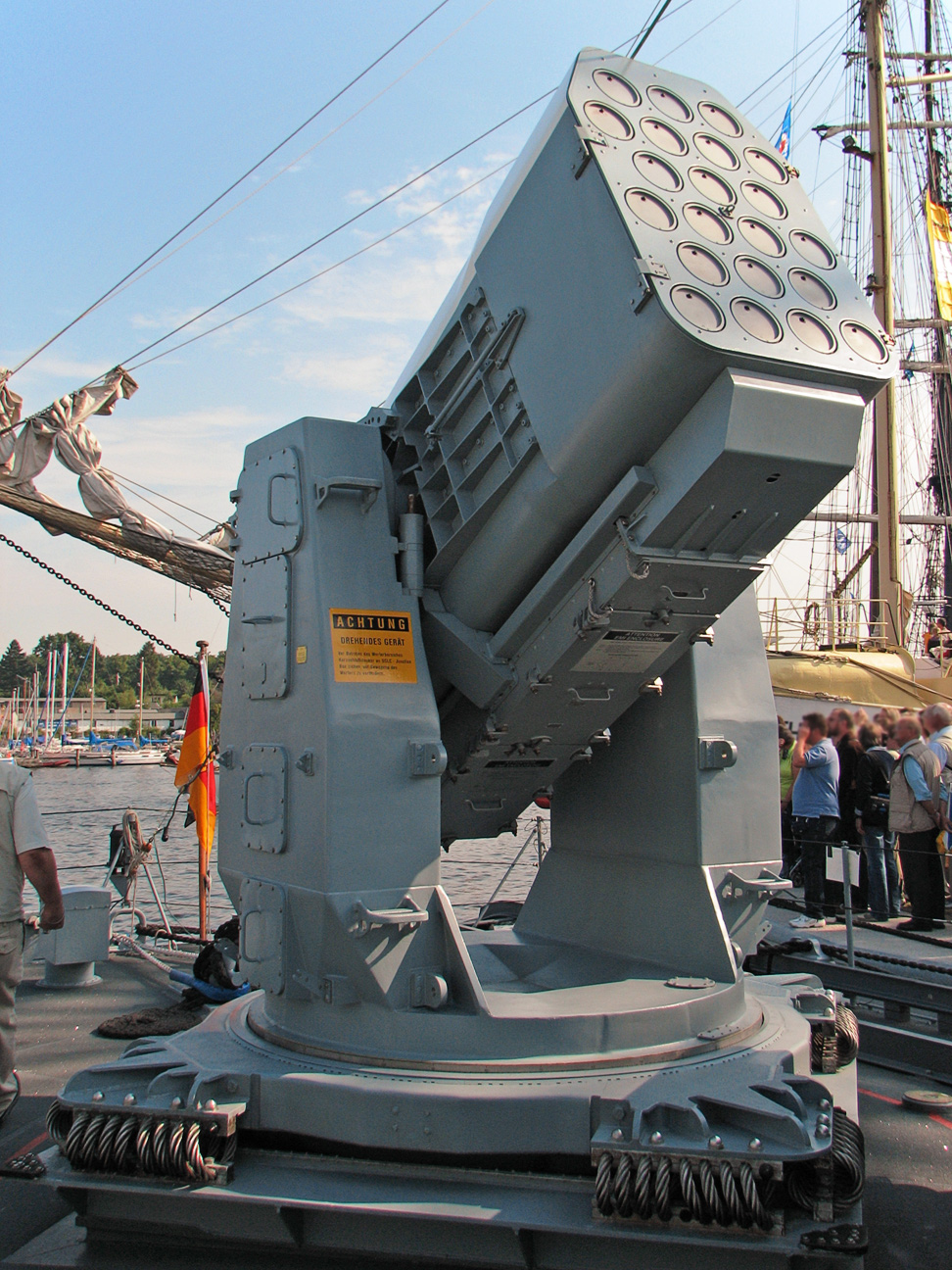
A 21 cellás rakétaindító
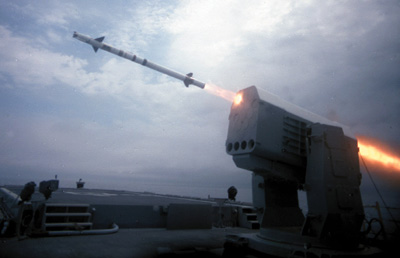
RAM-rakéta közelről
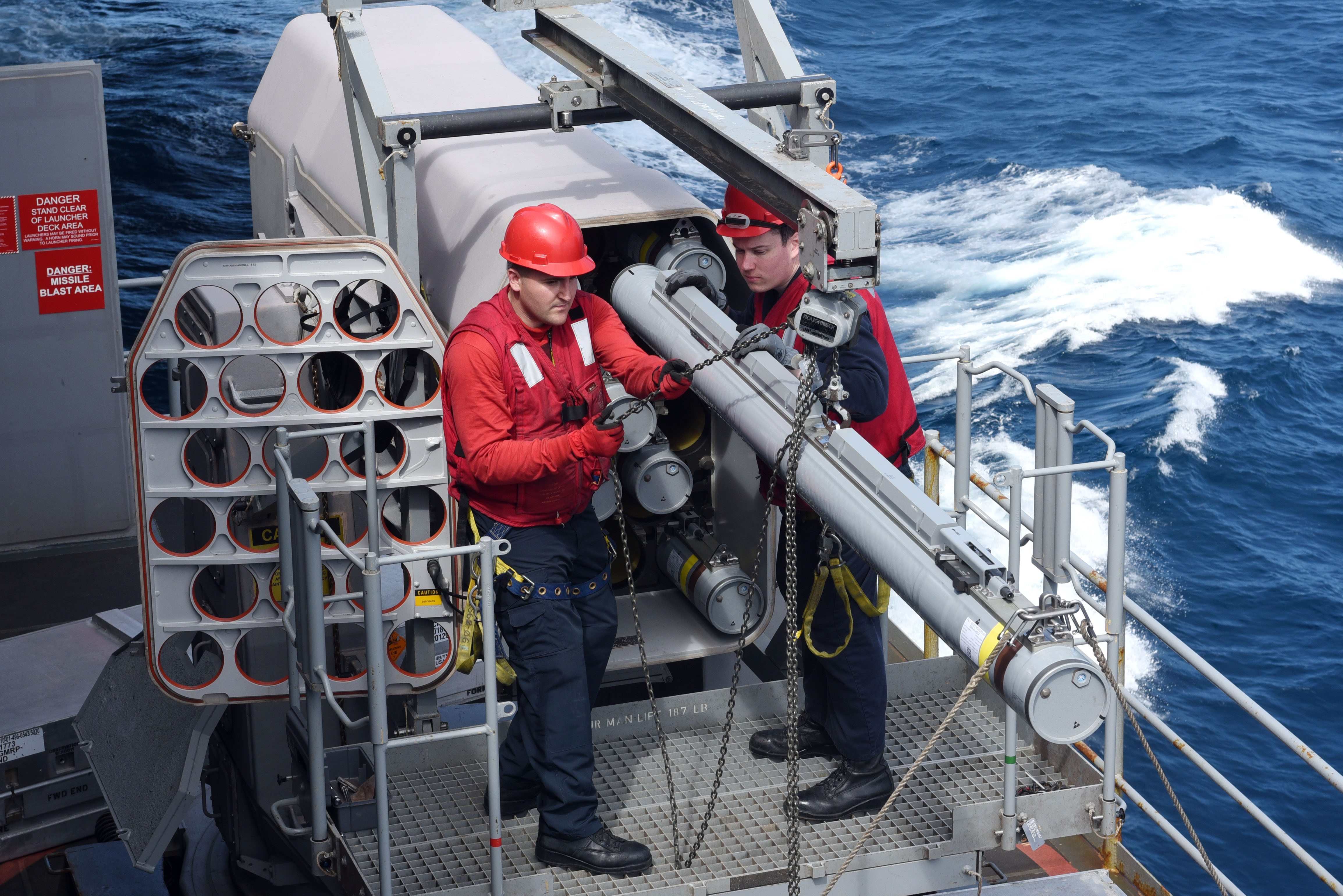
A rakétát tartalmazó vetőcső betöltése az indítóba
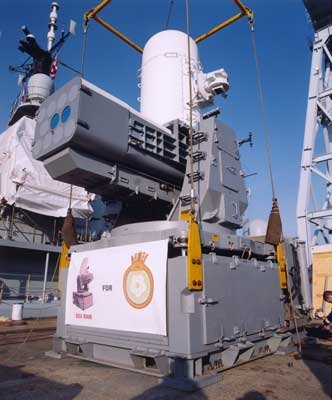
A SeaRAM változat a Phalanx rendszer radarjával és elektrooptikai célzórendszerével van felszerelve. Ennek előnye, hogy bármilyen hajóra telepíthető, nem szükséges integrálni a hajó saját felderítő és tűzvezető rendszeréhez: „szigetszerűen” is működhet.